# Tour Down Under 2016
La 18e édition du Tour Down Under a eu lieu du 19 au 24 janvier 2016. C'est la première épreuve de l'UCI World Tour 2016.
L'épreuve a été remportée, pour la quatrième fois, par l'Australien Simon Gerrans (Orica-GreenEDGE), lauréat des troisième et quatrième étapes, neuf secondes devant son compatriote Richie Porte (BMC Racing), vainqueur de la cinquième étape, et onze secondes devant le Colombien Sergio Henao (Sky).
Simon Gerrans s'adjuge également le classement des sprints tandis que Sergio Henao gagne celui de la montagne. Un autre Australien, Jay McCarthy (Tinkoff), lauréat de la deuxième étape, termine meilleur jeune et la formation américaine Cannondale finit meilleure équipe.
Les cyclistes australiens remportent toutes les étapes pour la deuxième fois dans l'histoire de la course après 2002, mais la première fois depuis que la course est devenue World Tour.

## Présentation

### Parcours
Le parcours de ce Tour Down Under est annoncé début juillet 2015 et est centré autour de la ville d'Adélaïde en Australie-Méridionale. L'épreuve est constituée de six courses en ligne et aucun contre-la-montre. La veille de l'épreuve se déroule un critérium plat destinés aux sprinteurs, la People's Choice Classic qui a lieu dans Rymill Park. 
Les cinq premières étapes du Tour comprennent toutes quelques difficultés à divers endroits de la course. Les première et deuxième étapes incluent des ascensions au début de course et des circuits quelque peu vallonnés sur la fin. Les troisième et quatrième étapes se terminent avec des côtes placées vers la fin de la course, avec des possibilités de faire la différence pour les attaquants. La cinquième étape se termine à la fin de la montée de Willunga Hill, après un premier passage quelques kilomètres auparavant, ce qui joue souvent un rôle décisif dans la course. La dernière étape est un autre critérium autour du centre d'Adélaïde.

### Équipes
En tant qu'épreuve World Tour, les dix-huit WorldTeams participent à la course. L'organisateur a de plus invité l'équipe continentale professionnelle australienne Drapac et la sélection australienne UniSA-Australia.
Vingt équipes participent à ce Tour Down Under - dix-huit WorldTeams, une équipe continentale professionnelle et une équipe nationale :
| UCI WorldTeams   | UCI WorldTeams | UCI WorldTeams |
| Nom de l'équipe  | Pays           | Code           |
| ---------------- | -------------- | -------------- |
| AG2R La Mondiale | France         | ALM            |
| Astana           | Kazakhstan     | AST            |
| BMC Racing       | États-Unis     | BMC            |
| Cannondale       | États-Unis     | CPT            |
| Dimension Data   | Afrique du Sud | DDD            |
| Etixx-Quick Step | Belgique       | EQS            |
| FDJ              | France         | FDJ            |
| Giant-Alpecin    | Allemagne      | TGA            |
| IAM              | Suisse         | IAM            |
| Katusha          | Russie         | KAT            |
| Lampre-Merida    | Italie         | LAM            |
| Lotto NL-Jumbo   | Pays-Bas       | TLJ            |
| Lotto-Soudal     | Belgique       | LTS            |
| Movistar         | Espagne        | MOV            |
| Orica-GreenEDGE  | Australie      | OGE            |
| Sky              | Royaume-Uni    | SKY            |
| Tinkoff          | Russie         | TNK            |
| Trek-Segafredo   | États-Unis     | TFS            |

| Équipe continentale professionnelle | Équipe continentale professionnelle | Équipe continentale professionnelle |
| Nom de l'équipe                     | Pays                                | Code                                |
| ----------------------------------- | ----------------------------------- | ----------------------------------- |
| Drapac                              | Australie                           | DPC                                 |

| Équipe nationale | Équipe nationale | Équipe nationale |
| Nom de l'équipe  | Pays             | Code             |
| ---------------- | ---------------- | ---------------- |
| UniSA-Australia  | Australie        | AUS              |

### Favoris

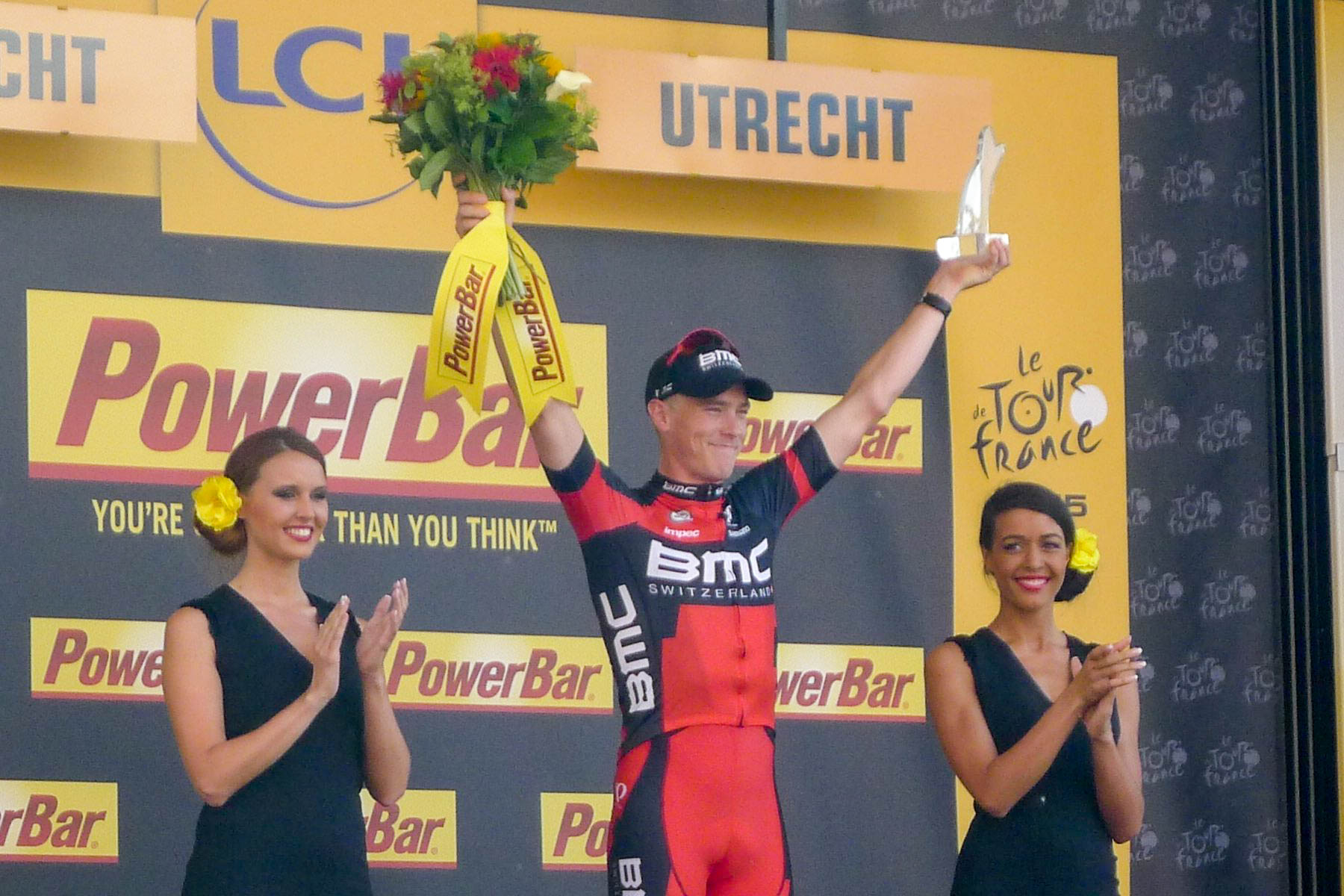
Rohan Dennis (BMC Racing), ici après sa victoire sur la première étape du Tour de France 2015, est le tenant du titre et l'un des principaux favoris de la course.

Le Tour Down Under 2016 est la première course de l'UCI World Tour 2016 et sert de reprise pour les coureurs des WorldTeams qui reprennent pour la plupart sur cette course ou bien lors du Tour de San Luis qui a lieu en même temps en Argentine.
De nombreux coureurs commencent leurs saisons sur cette course, ils ne sont donc pas au meilleur de leur forme. Certains coureurs choisissent également de commencer plus tard la saison, comme le Britannique Christopher Froome (Sky), le Belge Tom Boonen (Etixx-Quick Step) ou encore l'Espagnol Alberto Contador (Tinkoff). Le directeur de la course se décrit comme « très heureux » des coureurs présents sur la ligne de départ. 
L'étape reine de la course est l'avant dernière étape, qui se conclut sur la montée de Willunga Hill. Les troisième et quatrième étapes, qui se terminent en haut d'une côte peuvent également affecter le classement général,. Trois des principaux favoris pour la course sont des Australiens : les deux coureurs de la BMC Racing, Rohan Dennis et Richie Porte, et Simon Gerrans (Orica-GreenEDGE),. Rohan Dennis est le tenant du titre, après avoir devancé Richie Porte de deux secondes en 2015. Simon Gerrans est le recordman de victoires sur la course qu'il a remporté à trois reprises, en 2006, 2012 et 2014. Alors que Richie Porte et Rohan Dennis sont considérés comme des meilleurs grimpeurs, Simon Gerrans bénéficie d'une pointe de vitesse lui donnant la possibilité de gagner des secondes de bonifications. Les outsiders sont le Britannique Geraint Thomas (Sky) et le Sud-Africain Louis Meintjes (Lampre-Merida).
Les meilleurs sprinteurs au départ sont les Italiens Giacomo Nizzolo (Trek-Segafredo) et Matteo Pelucchi (IAM), l'Australien Caleb Ewan (Orica-GreenEDGE) et le Néerlandais Wouter Wippert (Cannondale). Le parcours les avantage surtout sur la première et la dernière étapes.

## Étapes
| Étape     | Date     | Villes étapes           | type                      | Distance (km) | Vainqueur d'étape | Leader du classement général |
| --------- | -------- | ----------------------- | ------------------------- | ------------- | ----------------- | ---------------------------- |
| 1re étape | 19 janv. | Prospect – Lyndoch      | étape de plaine           | 130,8         | Caleb Ewan        | Caleb Ewan                   |
| 2e étape  | 20 janv. | Unley – Stirling        | étape vallonnée           | 132           | Jay McCarthy      | Jay McCarthy                 |
| 3e étape  | 21 janv. | Glenelg – Campbelltown  | étape vallonnée           | 139           | Simon Gerrans     | Simon Gerrans                |
| 4e étape  | 22 janv. | Norwood – Victor Harbor | étape vallonnée           | 138           | Simon Gerrans     | Simon Gerrans                |
| 5e étape  | 23 janv. | McLaren Vale – Willunga | étape de moyenne montagne | 151,5         | Richie Porte      | Simon Gerrans                |
| 6e étape  | 24 janv. | Adélaïde – Adélaïde     | étape de plaine           | 90            | Caleb Ewan        | Simon Gerrans                |

Parcours des étapes
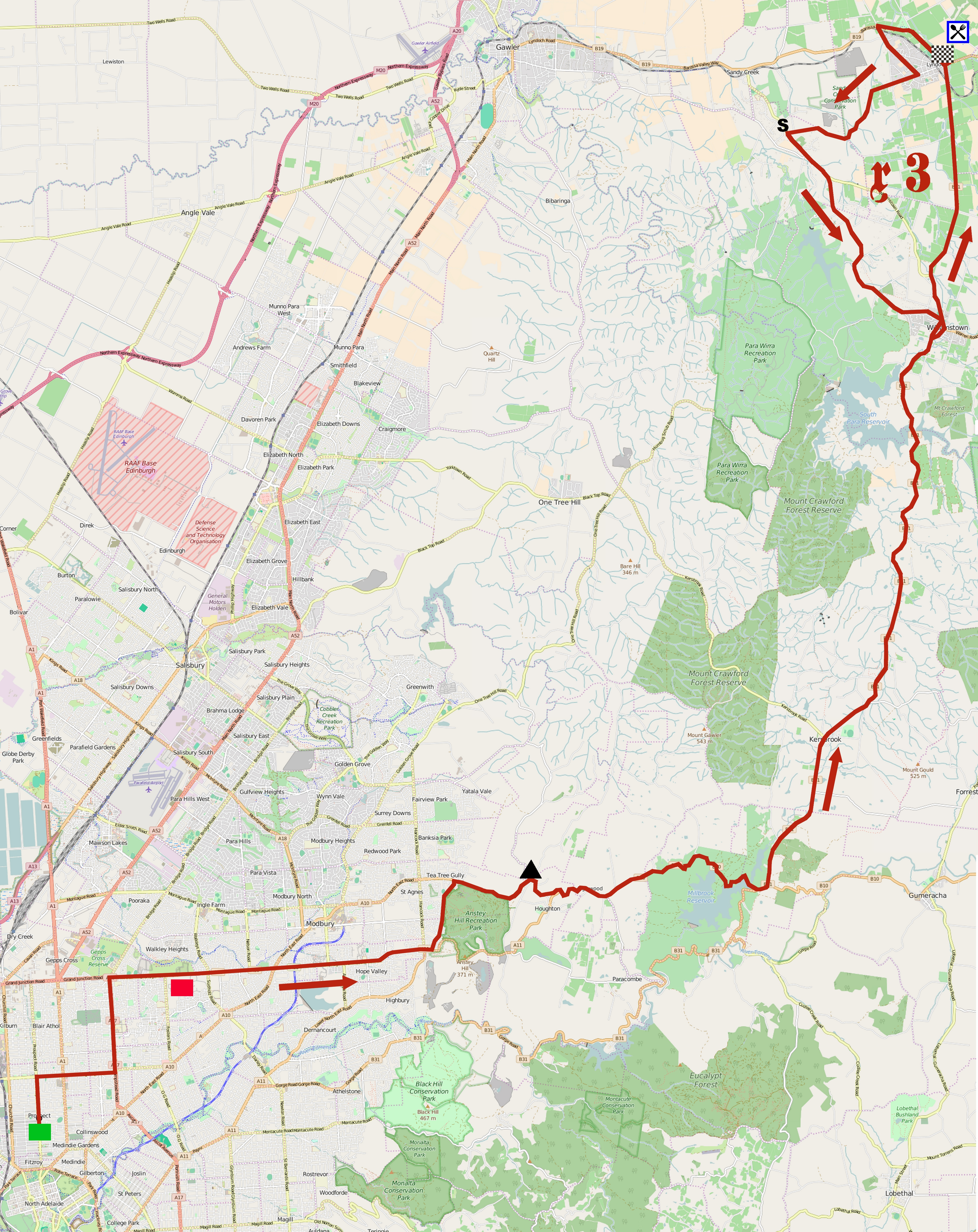
1re étape.
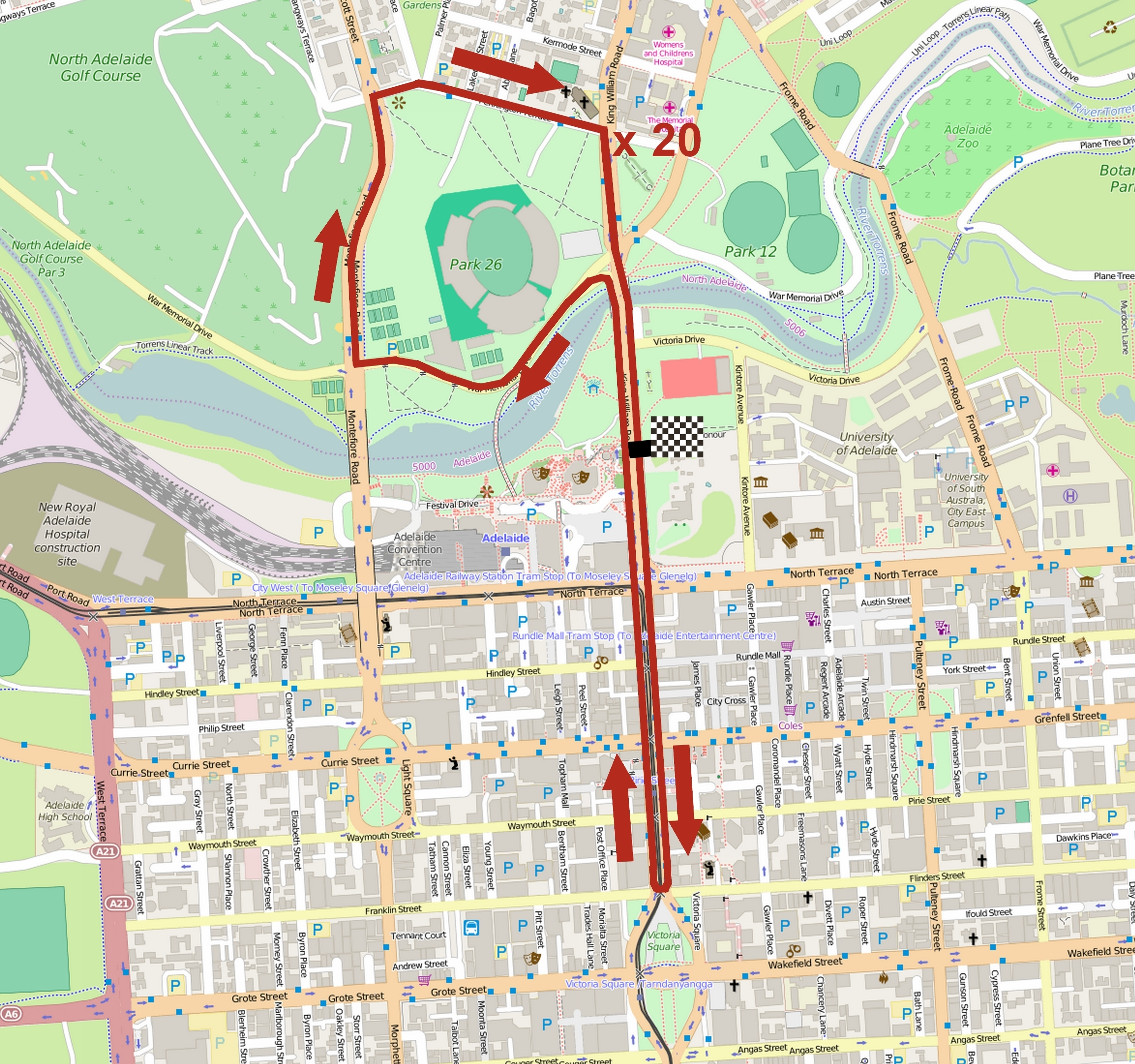
6e étape.

## Déroulement de la course

### 1reétape
| Classement de l'étape | Classement de l'étape | Classement de l'étape | Classement de l'étape | Classement de l'étape |
|                       | Coureur               | Pays                  | Équipe                | Temps                 |
| --------------------- | --------------------- | --------------------- | --------------------- | --------------------- |
| 1er                   | Caleb Ewan            | Australie             | Orica GreenEDGE       | en 3 h 24 min 13 s    |
| 2e                    | Mark Renshaw          | Australie             | Dimension Data        | m.t                   |
| 3e                    | Wouter Wippert        | Pays-Bas              | Cannondale            | m.t                   |
| 4e                    | Marko Kump            | Slovénie              | Lampre-Merida         | m.t                   |
| 5e                    | Adam Blythe           | Royaume-Uni           | Tinkoff               | m.t                   |
| 6e                    | Giacomo Nizzolo       | Italie                | Trek-Segafredo        | m.t                   |
| 7e                    | Ben Swift             | Royaume-Uni           | Sky                   | m.t                   |
| 8e                    | Steele Von Hoff       | Australie             | UniSA-Australia       | m.t                   |
| 9e                    | José Joaquín Rojas    | Espagne               | Movistar              | m.t                   |
| 10e                   | Gregory Henderson     | Nouvelle-Zélande      | Lotto-Soudal          | m.t                   |
| modifier              |                       |                       |                       |                       |

| Classement général | Classement général | Classement général | Classement général | Classement général |
|                    | Coureur            | Pays               | Équipe             | Temps              |
| ------------------ | ------------------ | ------------------ | ------------------ | ------------------ |
| 1er                | Caleb Ewan         | Australie          | Orica GreenEDGE    | en 3 h 24 min 3 s  |
| 2e                 | Mark Renshaw       | Australie          | Dimension Data     | + 4 s              |
| 3e                 | Alexis Gougeard    | France             | AG2R La Mondiale   | + 4 s              |
| 4e                 | Wouter Wippert     | Pays-Bas           | Cannondale         | + 6 s              |
| 5e                 | Sean Lake          | Australie          | UniSA-Australia    | + 7 s              |
| 6e                 | Marko Kump         | Slovénie           | Lampre-Merida      | + 10 s             |
| 7e                 | Adam Blythe        | Royaume-Uni        | Tinkoff            | + 10 s             |
| 8e                 | Giacomo Nizzolo    | Italie             | Trek-Segafredo     | + 10 s             |
| 9e                 | Ben Swift          | Royaume-Uni        | Sky                | + 10 s             |
| 10e                | Steele Von Hoff    | Australie          | UniSA-Australia    | + 10 s             |
| modifier           |                    |                    |                    |                    |

### 2eétape
| Classement de l'étape | Classement de l'étape | Classement de l'étape | Classement de l'étape | Classement de l'étape |
|                       | Coureur               | Pays                  | Équipe                | Temps                 |
| --------------------- | --------------------- | --------------------- | --------------------- | --------------------- |
| 1er                   | Jay McCarthy          | Australie             | Tinkoff               | en 3 h 26 min 40 s    |
| 2e                    | Diego Ulissi          | Italie                | Lampre-Merida         | m.t                   |
| 3e                    | Rohan Dennis          | Australie             | BMC Racing            | m.t                   |
| 4e                    | Danilo Wyss           | Suisse                | BMC Racing            | m.t                   |
| 5e                    | Petr Vakoč            | Tchéquie              | Etixx-Quick Step      | m.t                   |
| 6e                    | Patrick Bevin         | Nouvelle-Zélande      | Cannondale            | m.t                   |
| 7e                    | Juan José Lobato      | Espagne               | Movistar              | m.t                   |
| 8e                    | Sergio Henao          | Colombie              | Sky                   | m.t                   |
| 9e                    | Anthony Roux          | France                | FDJ                   | m.t                   |
| 10e                   | Enrico Battaglin      | Italie                | Lotto NL-Jumbo        | m.t                   |
| modifier              |                       |                       |                       |                       |

| Classement général | Classement général          | Classement général | Classement général | Classement général |
|                    | Coureur                     | Pays               | Équipe             | Temps              |
| ------------------ | --------------------------- | ------------------ | ------------------ | ------------------ |
| 1er                | Jay McCarthy                | Australie          | Tinkoff            | en 6 h 50 min 43 s |
| 2e                 | Diego Ulissi                | Italie             | Lampre-Merida      | + 4 s              |
| 3e                 | Simon Gerrans               | Australie          | Orica-GreenEDGE    | + 5 s              |
| 4e                 | Rohan Dennis                | Australie          | BMC Racing         | + 6 s              |
| 5e                 | Reinardt Janse van Rensburg | Afrique du Sud     | Dimension Data     | + 9 s              |
| 6e                 | Patrick Bevin               | Nouvelle-Zélande   | Cannondale         | + 10 s             |
| 7e                 | Enrico Battaglin            | Italie             | Lotto NL-Jumbo     | + 10 s             |
| 8e                 | Juan José Lobato            | Espagne            | Movistar           | + 10 s             |
| 9e                 | Anthony Roux                | France             | FDJ                | + 10 s             |
| 10e                | Tobias Ludvigsson           | Suède              | Giant-Alpecin      | + 10 s             |
| modifier           |                             |                    |                    |                    |

### 3eétape
| Classement de l'étape | Classement de l'étape   | Classement de l'étape | Classement de l'étape | Classement de l'étape |
|                       | Coureur                 | Pays                  | Équipe                | Temps                 |
| --------------------- | ----------------------- | --------------------- | --------------------- | --------------------- |
| 1er                   | Simon Gerrans           | Australie             | Orica-GreenEDGE       | en 3 h 37 min 34 s    |
| 2e                    | Rohan Dennis            | Australie             | BMC Racing            | m.t                   |
| 3e                    | Michael Woods           | Canada                | Cannondale            | m.t                   |
| 4e                    | Jay McCarthy            | Australie             | Tinkoff               | m.t                   |
| 5e                    | Steve Morabito          | Suisse                | FDJ                   | m.t                   |
| 6e                    | Rafael Valls            | Espagne               | Lotto-Soudal          | m.t                   |
| 7e                    | Sergio Henao            | Colombie              | Sky                   | m.t                   |
| 8e                    | Domenico Pozzovivo      | Italie                | AG2R La Mondiale      | m.t                   |
| 9e                    | Richie Porte            | Australie             | BMC Racing            | m.t                   |
| 10e                   | Rubén Fernández Andújar | Espagne               | Movistar              | m.t                   |
| modifier              |                         |                       |                       |                       |

| Classement général | Classement général      | Classement général | Classement général | Classement général  |
|                    | Coureur                 | Pays               | Équipe             | Temps               |
| ------------------ | ----------------------- | ------------------ | ------------------ | ------------------- |
| 1er                | Simon Gerrans           | Australie          | Orica-GreenEDGE    | en 10 h 28 min 12 s |
| 2e                 | Jay McCarthy            | Australie          | Tinkoff            | + 3 s               |
| 3e                 | Rohan Dennis            | Australie          | BMC Racing         | + 5 s               |
| 4e                 | Michael Woods           | Canada             | Cannondale         | + 11 s              |
| 5e                 | Sergio Henao            | Colombie           | Sky                | + 15 s              |
| 6e                 | Rafael Valls            | Espagne            | Lotto-Soudal       | + 15 s              |
| 7e                 | Rubén Fernández Andújar | Espagne            | Movistar           | + 15 s              |
| 8e                 | Steve Morabito          | Suisse             | FDJ                | + 15 s              |
| 9e                 | Domenico Pozzovivo      | Italie             | AG2R La Mondiale   | + 15 s              |
| 10e                | Richie Porte            | Australie          | BMC Racing         | + 15 s              |
| modifier           |                         |                    |                    |                     |

### 4eétape
| Classement de l'étape | Classement de l'étape       | Classement de l'étape | Classement de l'étape | Classement de l'étape |
|                       | Coureur                     | Pays                  | Équipe                | Temps                 |
| --------------------- | --------------------------- | --------------------- | --------------------- | --------------------- |
| 1er                   | Simon Gerrans               | Australie             | Orica-GreenEDGE       | en 3 h 13 min 59 s    |
| 2e                    | Ben Swift                   | Royaume-Uni           | Sky                   | m.t                   |
| 3e                    | Giacomo Nizzolo             | Italie                | Trek-Segafredo        | m.t                   |
| 4e                    | Jay McCarthy                | Australie             | Tinkoff               | m.t                   |
| 5e                    | Leigh Howard                | Australie             | IAM                   | m.t                   |
| 6e                    | Reinardt Janse van Rensburg | Afrique du Sud        | Dimension Data        | m.t                   |
| 7e                    | Sergueï Lagoutine           | Russie                | Katusha               | m.t                   |
| 8e                    | Alexey Tsatevitch           | Russie                | Katusha               | m.t                   |
| 9e                    | Nathan Haas                 | Australie             | Dimension Data        | m.t                   |
| 10e                   | Enrico Battaglin            | Italie                | Lotto NL-Jumbo        | m.t                   |
| modifier              |                             |                       |                       |                       |

| Classement général | Classement général      | Classement général | Classement général | Classement général  |
|                    | Coureur                 | Pays               | Équipe             | Temps               |
| ------------------ | ----------------------- | ------------------ | ------------------ | ------------------- |
| 1er                | Simon Gerrans           | Australie          | Orica-GreenEDGE    | en 13 h 41 min 58 s |
| 2e                 | Jay McCarthy            | Australie          | Tinkoff            | + 14 s              |
| 3e                 | Rohan Dennis            | Australie          | BMC Racing         | + 26 s              |
| 4e                 | Sergio Henao            | Colombie           | Sky                | + 28 s              |
| 5e                 | Steve Morabito          | Suisse             | FDJ                | + 28 s              |
| 6e                 | Rubén Fernández Andújar | Espagne            | Movistar           | + 28 s              |
| 7e                 | Domenico Pozzovivo      | Italie             | AG2R La Mondiale   | + 28 s              |
| 8e                 | Michael Woods           | Canada             | Cannondale         | + 32 s              |
| 9e                 | Rafael Valls            | Espagne            | Lotto-Soudal       | + 36 s              |
| 10e                | Richie Porte            | Australie          | BMC Racing         | + 36 s              |
| modifier           |                         |                    |                    |                     |

### 5eétape
| Classement de l'étape | Classement de l'étape   | Classement de l'étape | Classement de l'étape | Classement de l'étape |
|                       | Coureur                 | Pays                  | Équipe                | Temps                 |
| --------------------- | ----------------------- | --------------------- | --------------------- | --------------------- |
| 1er                   | Richie Porte            | Australie             | BMC Racing            | en 3 h 34 min 16 s    |
| 2e                    | Sergio Henao            | Colombie              | Sky                   | + 6 s                 |
| 3e                    | Michael Woods           | Canada                | Cannondale            | + 9 s                 |
| 4e                    | Diego Ulissi            | Italie                | Lampre-Merida         | + 17 s                |
| 5e                    | Rafael Valls            | Espagne               | Lotto-Soudal          | + 17 s                |
| 6e                    | Rubén Fernández Andújar | Espagne               | Movistar              | + 17 s                |
| 7e                    | Domenico Pozzovivo      | Italie                | AG2R La Mondiale      | + 17 s                |
| 8e                    | Simon Gerrans           | Australie             | Orica-GreenEDGE       | + 17 s                |
| 9e                    | Jarlinson Pantano       | Colombie              | IAM                   | + 17 s                |
| 10e                   | Patrick Bevin           | Nouvelle-Zélande      | Cannondale            | + 17 s                |
| modifier              |                         |                       |                       |                       |

| Classement général | Classement général      | Classement général | Classement général | Classement général  |
|                    | Coureur                 | Pays               | Équipe             | Temps               |
| ------------------ | ----------------------- | ------------------ | ------------------ | ------------------- |
| 1er                | Simon Gerrans           | Australie          | Orica-GreenEDGE    | en 17 h 16 min 31 s |
| 2e                 | Richie Porte            | Australie          | BMC Racing         | + 9 s               |
| 3e                 | Sergio Henao            | Colombie           | Sky                | + 11 s              |
| 4e                 | Jay McCarthy            | Australie          | Tinkoff            | + 20 s              |
| 5e                 | Michael Woods           | Canada             | Cannondale         | + 20 s              |
| 6e                 | Rubén Fernández Andújar | Espagne            | Movistar           | + 28 s              |
| 7e                 | Domenico Pozzovivo      | Italie             | AG2R La Mondiale   | + 28 s              |
| 8e                 | Rafael Valls            | Espagne            | Lotto-Soudal       | + 36 s              |
| 9e                 | Steve Morabito          | Suisse             | FDJ                | + 49 s              |
| 10e                | Patrick Bevin           | Nouvelle-Zélande   | Cannondale         | + 50 s              |
| modifier           |                         |                    |                    |                     |

### 6eétape
| Classement de l'étape | Classement de l'étape | Classement de l'étape | Classement de l'étape | Classement de l'étape |
|                       | Coureur               | Pays                  | Équipe                | Temps                 |
| --------------------- | --------------------- | --------------------- | --------------------- | --------------------- |
| 1er                   | Caleb Ewan            | Australie             | Orica-GreenEDGE       | en 1 h 55 min 2 s     |
| 2e                    | Mark Renshaw          | Australie             | Dimension Data        | m.t                   |
| 3e                    | Giacomo Nizzolo       | Italie                | Trek-Segafredo        | m.t                   |
| 4e                    | Adam Blythe           | Royaume-Uni           | Tinkoff               | m.t                   |
| 5e                    | Alexey Tsatevitch     | Russie                | Katusha               | m.t                   |
| 6e                    | Ben Swift             | Royaume-Uni           | Sky                   | m.t                   |
| 7e                    | Marko Kump            | Slovénie              | Lampre-Merida         | m.t                   |
| 8e                    | Davide Martinelli     | Italie                | Etixx-Quick Step      | m.t                   |
| 9e                    | Leigh Howard          | Australie             | IAM                   | m.t                   |
| 10e                   | Wouter Wippert        | Pays-Bas              | Cannondale            | m.t                   |
| modifier              |                       |                       |                       |                       |

## Classements finals

### Classement général final
| Classement général final | Classement général final | Classement général final | Classement général final | Classement général final |
|                          | Coureur                  | Pays                     | Équipe                   | Temps                    |
| ------------------------ | ------------------------ | ------------------------ | ------------------------ | ------------------------ |
| 1er                      | Simon Gerrans            | Australie                | Orica-GreenEDGE          | en 19 h 11 min 33 s      |
| 2e                       | Richie Porte             | Australie                | BMC Racing               | + 9 s                    |
| 3e                       | Sergio Henao             | Colombie                 | Sky                      | + 11 s                   |
| 4e                       | Jay McCarthy             | Australie                | Tinkoff                  | + 20 s                   |
| 5e                       | Michael Woods            | Canada                   | Cannondale               | + 20 s                   |
| 6e                       | Rubén Fernández Andújar  | Espagne                  | Movistar                 | + 28 s                   |
| 7e                       | Domenico Pozzovivo       | Italie                   | AG2R La Mondiale         | + 28 s                   |
| 8e                       | Rafael Valls             | Espagne                  | Lotto-Soudal             | + 36 s                   |
| 9e                       | Steve Morabito           | Suisse                   | FDJ                      | + 49 s                   |
| 10e                      | Patrick Bevin            | Nouvelle-Zélande         | Cannondale               | + 50 s                   |
| modifier                 |                          |                          |                          |                          |

### Classements annexes
| Classement des sprints | Classement des sprints | Classement des sprints | Classement des sprints | Classement des sprints |
| ---------------------- | ---------------------- | ---------------------- | ---------------------- | ---------------------- |
|                        | Coureur                | Pays                   | Équipe                 | Point(s)               |
| 1er                    | Simon Gerrans          | Australie              | Orica-GreenEDGE        | 51 points              |
| 2e                     | Jay McCarthy           | Australie              | Tinkoff                | 46 pts                 |
| 3e                     | Caleb Ewan             | Australie              | Orica-GreenEDGE        | 38 pts                 |
| modifier               |                        |                        |                        |                        |

| Classement de la montagne | Classement de la montagne | Classement de la montagne | Classement de la montagne | Classement de la montagne |
| ------------------------- | ------------------------- | ------------------------- | ------------------------- | ------------------------- |
|                           | Coureur                   | Pays                      | Équipe                    | Point(s)                  |
| 1er                       | Sergio Henao              | Colombie                  | Sky                       | 38 points                 |
| 2e                        | Richie Porte              | Australie                 | BMC Racing                | 28 pts                    |
| 3e                        | Michael Woods             | Canada                    | Cannondale                | 20 pts                    |
| modifier                  |                           |                           |                           |                           |

| Classement du meilleur jeune | Classement du meilleur jeune | Classement du meilleur jeune | Classement du meilleur jeune | Classement du meilleur jeune |
|                              | Coureur                      | Pays                         | Équipe                       | Temps                        |
| ---------------------------- | ---------------------------- | ---------------------------- | ---------------------------- | ---------------------------- |
| 1er                          | Jay McCarthy                 | Australie                    | Tinkoff                      | en 19 h 11 min 53 s          |
| 2e                           | Rubén Fernández Andújar      | Espagne                      | Movistar                     | + 8 s                        |
| 3e                           | Patrick Bevin                | Nouvelle-Zélande             | Cannondale                   | + 30 s                       |
| modifier                     |                              |                              |                              |                              |

| Classement par équipes | Classement par équipes | Classement par équipes | Classement par équipes |
|                        | Équipe                 | Pays                   | Temps                  |
| ---------------------- | ---------------------- | ---------------------- | ---------------------- |
| 1re                    | Cannondale             | États-Unis             | en 57 h 37 min 15 s    |
| 2e                     | Movistar               | Espagne                | + 9 s                  |
| 3e                     | Etixx-Quick Step       | Belgique               | + 1 min 12 s           |
| modifier               |                        |                        |                        |

### UCI World Tour
Ce Tour Down Under attribue des points pour l'UCI World Tour 2016, par équipes uniquement aux équipes ayant un label WorldTeam, individuellement uniquement aux coureurs des équipes ayant un label WorldTeam.
| Rang | Coureur                 | Équipe           | Points |
| ---- | ----------------------- | ---------------- | ------ |
| 1    | Simon Gerrans           | Orica-GreenEDGE  | 112    |
| 2    | Richie Porte            | BMC Racing       | 86     |
| 3    | Sergio Henao            | Sky              | 74     |
| 4    | Jay McCarthy            | Tinkoff          | 68     |
| 5    | Michael Woods           | Cannondale       | 54     |
| 6    | Rubén Fernández Andújar | Movistar         | 40     |
| 7    | Domenico Pozzovivo      | AG2R La Mondiale | 30     |
| 8    | Rafael Valls            | Lotto-Soudal     | 21     |
| 9    | Caleb Ewan              | Orica-GreenEDGE  | 12     |
| 10   | Steve Morabito          | FDJ              | 11     |
| 11   | Mark Renshaw            | Dimension Data   | 8      |
| 12   | Rohan Dennis            | BMC Racing       | 6      |
| 13   | Diego Ulissi            | Lampre-Merida    | 5      |
| 14   | Patrick Bevin           | Cannondale       | 4      |
| 14   | Giacomo Nizzolo         | Trek-Segafredo   | 4      |
| 14   | Ben Swift               | Sky              | 4      |
| 17   | Adam Blythe             | Tinkoff          | 2      |
| 17   | Wouter Wippert          | Cannondale       | 2      |
| 19   | Leigh Howard            | IAM              | 1      |
| 19   | Marko Kump              | Lampre-Merida    | 1      |
| 19   | Alexey Tsatevitch       | Katusha          | 1      |
| 19   | Petr Vakoč              | Etixx-Quick Step | 1      |
| 19   | Danilo Wyss             | BMC Racing       | 1      |

#### Classement individuel
Ci-dessous, le classement individuel de l'UCI World Tour à l'issue de la course.
| Rang | Coureur                 | Équipe           | Points |
| ---- | ----------------------- | ---------------- | ------ |
| 1    | Simon Gerrans           | Orica-GreenEDGE  | 112    |
| 2    | Richie Porte            | BMC Racing       | 86     |
| 3    | Sergio Henao            | Sky              | 74     |
| 4    | Jay McCarthy            | Tinkoff          | 68     |
| 5    | Michael Woods           | Cannondale       | 54     |
| 6    | Rubén Fernández Andújar | Movistar         | 40     |
| 7    | Domenico Pozzovivo      | AG2R La Mondiale | 30     |
| 8    | Rafael Valls            | Lotto-Soudal     | 21     |
| 9    | Caleb Ewan              | Orica-GreenEDGE  | 12     |
| 10   | Steve Morabito          | FDJ              | 11     |

#### Classement par pays
Ci-dessous, le classement par pays de l'UCI World Tour à l'issue de la course.
| Rang | Pays             | Points |
| ---- | ---------------- | ------ |
| 1    | Australie        | 286    |
| 2    | Colombie         | 74     |
| 3    | Espagne          | 61     |
| 4    | Canada           | 54     |
| 5    | Italie           | 39     |
| 6    | Suisse           | 12     |
| 7    | Royaume-Uni      | 6      |
| 8    | Nouvelle-Zélande | 4      |
| 9    | Pays-Bas         | 2      |
| 10   | Tchéquie         | 1      |

#### Classement par équipes
Ci-dessous, le classement par équipes de l'UCI World Tour à l'issue de la course.
| Rang | Équipe           | Points |
| ---- | ---------------- | ------ |
| 1    | Orica-GreenEDGE  | 124    |
| 2    | BMC Racing       | 93     |
| 3    | Sky              | 78     |
| 4    | Tinkoff          | 70     |
| 5    | Cannondale       | 60     |
| 6    | Movistar         | 40     |
| 7    | AG2R La Mondiale | 30     |
| 8    | Lotto-Soudal     | 21     |
| 9    | FDJ              | 11     |
| 10   | Dimension Data   | 8      |

## Évolution des classements
| Étape              | Vainqueur          | Classement général | Classement des sprints | Classement de la montagne | Classement du meilleur jeune | Classement par équipes | Coureur le plus combatif    |
| ------------------ | ------------------ | ------------------ | ---------------------- | ------------------------- | ---------------------------- | ---------------------- | --------------------------- |
| 1                  | Caleb Ewan         | Caleb Ewan         | Caleb Ewan             | Sean Lake                 | Caleb Ewan                   | Cannondale             | Alexis Gougeard             |
| 2                  | Jay McCarthy       | Jay McCarthy       | Caleb Ewan             | Manuele Boaro             | Jay McCarthy                 | Cannondale             | Adam Hansen                 |
| 3                  | Simon Gerrans      | Simon Gerrans      | Jay McCarthy           | Sergio Henao              | Jay McCarthy                 | Cannondale             | Laurens De Vreese           |
| 4                  | Simon Gerrans      | Simon Gerrans      | Jay McCarthy           | Sergio Henao              | Jay McCarthy                 | Cannondale             | David Tanner                |
| 5                  | Richie Porte       | Simon Gerrans      | Simon Gerrans          | Sergio Henao              | Jay McCarthy                 | Cannondale             | Reinardt Janse van Rensburg |
| 6                  | Caleb Ewan         | Simon Gerrans      | Simon Gerrans          | Sergio Henao              | Jay McCarthy                 | Cannondale             | Maarten Tjallingii          |
| Classements finals | Classements finals | Simon Gerrans      | Simon Gerrans          | Sergio Henao              | Jay McCarthy                 | Cannondale             | Non décerné                 |

## Liste des participants
- Liste de départ complète

| Légende                             | Légende                                                                                                  | Légende                                | Légende                                                                                                  |
| ----------------------------------- | --- | -------------------------------------- | --- |
| Num                                 | Dossard de départ porté par le coureur sur ce Tour Down Under                                            | Pos                                    | Position finale au classement général                                                                    |
| Leader du classement général        | Indique le vainqueur du classement général                                                               | Leader du classement des sprints       | Indique le vainqueur du classement des sprints                                                           |
| Leader du classement de la montagne | Indique le vainqueur du classement de la montagne                                                        | Leader du classement du meilleur jeune | Indique le vainqueur du classement du meilleur jeune                                                     |
|                                     | Indique un maillot de champion national ou mondial, suivi de sa spécialité                               | #                                      | Indique la meilleure équipe                                                                              |
| NP                                  | Indique un coureur qui n'a pas pris le départ d'une étape, suivi du numéro de l'étape où il s'est retiré | AB                                     | Indique un coureur qui n'a pas terminé une étape, suivi du numéro de l'étape où il s'est retiré          |
| HD                                  | Indique un coureur qui a terminé une étape hors des délais, suivi du numéro de l'étape                   | *                                      | Indique un coureur en lice pour le classement du meilleur jeune (coureurs nés après le 1er janvier 1991) |

| BMC Racing BMC                   | BMC Racing BMC             | BMC Racing BMC |
| -------------------------------- | -------------------------- | -------------- |
| Num                              | Coureur                    | Pos            |
| 1                                | Rohan Dennis (AUS)         | 23e            |
| 2                                | Danilo Wyss (SUI)          | 68e            |
| 3                                | Alessandro De Marchi (ITA) | 94e            |
| 4                                | Richie Porte (AUS)         | 2e             |
| 5                                | Peter Velits (SVK)         | 72e            |
| 6                                | Marcus Burghardt (GER)     | NP-4           |
| 7                                | Floris Gerts (NED)         | 95e            |
| Directeur sportif : Allan Peiper |                            |                |

| Orica-GreenEDGE OGE   | Orica-GreenEDGE OGE    | Orica-GreenEDGE OGE |
| --------------------- | ---------------------- | ------------------- |
| Num                   | Coureur                | Pos                 |
| 11                    | Simon Gerrans (AUS)    | 1er                 |
| 12                    | Michael Albasini (SUI) | 76e                 |
| 13                    | Daryl Impey (RSA)      | 44e                 |
| 14                    | Mathew Hayman (AUS)    | 84e                 |
| 15                    | Luke Durbridge (AUS)   | 88e                 |
| 16                    | Caleb Ewan (AUS)       | 124e                |
| 17                    | Michael Hepburn (AUS)  | 134e                |
| Directeur sportif : ? |                        |                     |

| Giant-Alpecin TGA                | Giant-Alpecin TGA       | Giant-Alpecin TGA |
| -------------------------------- | ----------------------- | ----------------- |
| Num                              | Coureur                 | Pos               |
| 21                               | Simon Geschke (GER)     | 91e               |
| 22                               | Bert De Backer (BEL)    | 126e              |
| 23                               | Koen de Kort (NED)      | 118e              |
| 24                               | Georg Preidler (AUT)    | 29e               |
| 25                               | Ji Cheng (CHN)          | 130e              |
| 26                               | Tobias Ludvigsson (SWE) | 25e               |
| 27                               | Carter Jones (USA)      | 53e               |
| Directeur sportif : Aike Visbeek |                         |                   |

| Sky SKY                               | Sky SKY                      | Sky SKY |
| ------------------------------------- | ---------------------------- | ------- |
| Num                                   | Coureur                      | Pos     |
| 31                                    | Geraint Thomas (GBR)         | 39e     |
| 32                                    | Sergio Henao (COL)           | 3e      |
| 33                                    | Salvatore Puccio (ITA)       | AB-2    |
| 34                                    | Peter Kennaugh (GBR) (Route) | 51e     |
| 35                                    | Ian Stannard (GBR)           | 79e     |
| 36                                    | Luke Rowe (GBR)              | 92e     |
| 37                                    | Ben Swift (GBR)              | 107e    |
| Directeur sportif : Kurt Asle Arvesen |                              |         |

| Lotto-Soudal LTS                | Lotto-Soudal LTS        | Lotto-Soudal LTS |
| ------------------------------- | ----------------------- | ---------------- |
| Num                             | Coureur                 | Pos              |
| 41                              | Thomas De Gendt (BEL)   | 96e              |
| 42                              | Lars Bak (DEN)          | 36e              |
| 43                              | Gert Dockx (BEL)        | 66e              |
| 44                              | Gregory Henderson (NZL) | 102e             |
| 45                              | Rafael Valls (ESP)      | 8e               |
| 46                              | Pim Ligthart (NED)      | 52e              |
| 47                              | Adam Hansen (AUS)       | 58e              |
| Directeur sportif : Mario Aerts |                         |                  |

| Cannondale # CPT                   | Cannondale # CPT            | Cannondale # CPT |
| ---------------------------------- | --------------------------- | ---------------- |
| Num                                | Coureur                     | Pos              |
| 51                                 | Simon Clarke (AUS)          | 20e              |
| 52                                 | Patrick Bevin (NZL) (Route) | 10e              |
| 53                                 | Michael Woods (CAN)         | 5e               |
| 54                                 | Moreno Moser (ITA)          | 109e             |
| 55                                 | Ruben Zepuntke (GER)        | 90e              |
| 56                                 | Wouter Wippert (NED)        | 128e             |
| 57                                 | Alberto Bettiol (ITA)       | 74e              |
| Directeur sportif : Fabrizio Guidi |                             |                  |

| Trek-Segafredo TFS                | Trek-Segafredo TFS          | Trek-Segafredo TFS |
| --------------------------------- | --------------------------- | ------------------ |
| Num                               | Coureur                     | Pos                |
| 61                                | Jack Bobridge (AUS) (Route) | 33e                |
| 62                                | Kiel Reijnen (USA)          | 122e               |
| 63                                | Julián Arredondo (COL)      | 80e                |
| 64                                | Boy van Poppel (NED)        | 97e                |
| 65                                | Peter Stetina (USA)         | 35e                |
| 66                                | Ryder Hesjedal (CAN)        | 67e                |
| 67                                | Giacomo Nizzolo (ITA)       | 111e               |
| Directeur sportif : Adriano Baffi |                             |                    |

| Tinkoff TNK                         | Tinkoff TNK           | Tinkoff TNK |
| ----------------------------------- | --------------------- | ----------- |
| Num                                 | Coureur               | Pos         |
| 71                                  | Manuele Boaro (ITA)   | 62e         |
| 72                                  | Oscar Gatto (ITA)     | 123e        |
| 73                                  | Adam Blythe (GBR)     | 116e        |
| 74                                  | Michael Gogl (AUT)    | 87e         |
| 75                                  | Ivan Rovny (RUS)      | 103e        |
| 76                                  | Jay McCarthy (AUS)    | 4e          |
| 77                                  | Michael Valgren (DEN) | 86e         |
| Directeur sportif : Lars Michaelsen |                       |             |

| AG2R La Mondiale ALM               | AG2R La Mondiale ALM     | AG2R La Mondiale ALM |
| ---------------------------------- | ------------------------ | -------------------- |
| Num                                | Coureur                  | Pos                  |
| 81                                 | Domenico Pozzovivo (ITA) | 7e                   |
| 82                                 | Gediminas Bagdonas (LTU) | 105e                 |
| 83                                 | Jesse Sergent (NZL)      | 71e                  |
| 84                                 | Christophe Riblon (FRA)  | 121e                 |
| 85                                 | Cyril Gautier (FRA)      | 38e                  |
| 86                                 | Matteo Montaguti (ITA)   | 42e                  |
| 87                                 | Alexis Gougeard (FRA)    | 125e                 |
| Directeur sportif : Laurent Biondi |                          |                      |

| Astana AST                         | Astana AST              | Astana AST |
| ---------------------------------- | ----------------------- | ---------- |
| Num                                | Coureur                 | Pos        |
| 91                                 | Lars Boom (NED)         | 82e        |
| 92                                 | Dmitriy Gruzdev (KAZ)   | 85e        |
| 93                                 | Laurens De Vreese (BEL) | 75e        |
| 94                                 | Arman Kamyshev (KAZ)    | 100e       |
| 95                                 | Davide Malacarne (ITA)  | 32e        |
| 96                                 | Luis León Sánchez (ESP) | 15e        |
| 97                                 | Lieuwe Westra (NED)     | 48e        |
| Directeur sportif : Stefano Zanini |                         |            |

| Katusha KAT                          | Katusha KAT             | Katusha KAT |
| ------------------------------------ | ----------------------- | ----------- |
| Num                                  | Coureur                 | Pos         |
| 101                                  | Tiago Machado (POR)     | 18e         |
| 102                                  | Maxim Belkov (RUS)      | 98e         |
| 103                                  | Vladimir Isaychev (RUS) | 133e        |
| 104                                  | Alexey Tsatevitch (RUS) | 49e         |
| 105                                  | Egor Silin (RUS)        | 17e         |
| 106                                  | Sergueï Lagoutine (RUS) | 50e         |
| 107                                  | Rein Taaramäe (EST)     | 37e         |
| Directeur sportif : Dimitri Konyshev |                         |             |

| FDJ                                  | FDJ                     | FDJ  |
| ------------------------------------ | ----------------------- | ---- |
| Num                                  | Coureur                 | Pos  |
| 111                                  | Steve Morabito (SUI)    | 9e   |
| 112                                  | Johan Le Bon (FRA)      | 61e  |
| 113                                  | Yoann Offredo (FRA)     | 70e  |
| 114                                  | Murilo Fischer (BRA)    | 117e |
| 115                                  | Benoît Vaugrenard (FRA) | 127e |
| 116                                  | Laurent Pichon (FRA)    | 112e |
| 117                                  | Anthony Roux (FRA)      | 24e  |
| Directeur sportif : Frédéric Guesdon |                         |      |

| Movistar MOV                          | Movistar MOV                  | Movistar MOV |
| ------------------------------------- | ----------------------------- | ------------ |
| Num                                   | Coureur                       | Pos          |
| 121                                   | Juan José Lobato (ESP)        | 99e          |
| 122                                   | Rory Sutherland (AUS)         | 77e          |
| 123                                   | Jasha Sütterlin (GER)         | 40e          |
| 124                                   | Nélson Oliveira (POR)         | 57e          |
| 125                                   | Rubén Fernández Andújar (ESP) | 6e           |
| 126                                   | Jesús Herrada (ESP)           | 13e          |
| 127                                   | José Joaquín Rojas (ESP)      | 26e          |
| Directeur sportif : José Luis Arrieta |                               |              |

| IAM                                 | IAM                               | IAM  |
| ----------------------------------- | --------------------------------- | ---- |
| Num                                 | Coureur                           | Pos  |
| 131                                 | Matteo Pelucchi (ITA)             | AB-2 |
| 132                                 | Leigh Howard (AUS)                | 93e  |
| 133                                 | Roger Kluge (GER)                 | 129e |
| 134                                 | Jarlinson Pantano (COL)           | 30e  |
| 135                                 | Marcel Aregger (SUI)              | 115e |
| 136                                 | Aleksejs Saramotins (LAT) (Route) | 110e |
| 137                                 | David Tanner (AUS)                | 69e  |
| Directeur sportif : Kjell Carlström |                                   |      |

| Etixx-Quick Step EQS               | Etixx-Quick Step EQS           | Etixx-Quick Step EQS |
| ---------------------------------- | ------------------------------ | -------------------- |
| Num                                | Coureur                        | Pos                  |
| 141                                | Petr Vakoč (CZE) (Route)       | 27e                  |
| 142                                | Davide Martinelli (ITA)        | 120e                 |
| 143                                | Pieter Serry (BEL)             | 31e                  |
| 144                                | David de la Cruz (ESP)         | 21e                  |
| 145                                | Guillaume Van Keirsbulck (BEL) | 106e                 |
| 146                                | Martin Velits (SVK)            | 45e                  |
| 147                                | Carlos Verona (ESP)            | 22e                  |
| Directeur sportif : Rik Van Slycke |                                |                      |

| Lotto NL-Jumbo TLJ                | Lotto NL-Jumbo TLJ       | Lotto NL-Jumbo TLJ |
| --------------------------------- | ------------------------ | ------------------ |
| Num                               | Coureur                  | Pos                |
| 151                               | Bram Tankink (NED)       | AB-6               |
| 152                               | Maarten Tjallingii (NED) | 104e               |
| 153                               | George Bennett (NZL)     | 19e                |
| 154                               | Primož Roglič (SLO)      | AB-5               |
| 155                               | Martijn Keizer (NED)     | 114e               |
| 156                               | Bert-Jan Lindeman (NED)  | 101e               |
| 157                               | Enrico Battaglin (ITA)   | 46e                |
| Directeur sportif : Frans Maassen |                          |                    |

| Lampre-Merida LAM                    | Lampre-Merida LAM           | Lampre-Merida LAM |
| ------------------------------------ | --------------------------- | ----------------- |
| Num                                  | Coureur                     | Pos               |
| 161                                  | Federico Zurlo (ITA)        | 73e               |
| 162                                  | Tsgabu Grmay (ETH) (Route)  | 54e               |
| 163                                  | Louis Meintjes (RSA)        | 16e               |
| 164                                  | Luka Pibernik (SLO) (Route) | 59e               |
| 165                                  | Marko Kump (SLO)            | 132e              |
| 166                                  | Diego Ulissi (ITA)          | 11e               |
| 167                                  | Manuele Mori (ITA)          | 78e               |
| Directeur sportif : Philippe Mauduit |                             |                   |

| Dimension Data DDD                 | Dimension Data DDD                | Dimension Data DDD |
| ---------------------------------- | --------------------------------- | ------------------ |
| Num                                | Coureur                           | Pos                |
| 171                                | Cameron Meyer (AUS)               | 12e                |
| 172                                | Nathan Haas (AUS)                 | 41e                |
| 173                                | Mark Renshaw (AUS)                | 119e               |
| 174                                | Tyler Farrar (USA)                | 131e               |
| 175                                | Songezo Jim (RSA)                 | 83e                |
| 176                                | Reinardt Janse van Rensburg (RSA) | 65e                |
| 177                                | Jacobus Venter (RSA)              | 64e                |
| Directeur sportif : Alex Sans Vega |                                   |                    |

| Drapac DPC            | Drapac DPC           | Drapac DPC |
| --------------------- | -------------------- | ---------- |
| Num                   | Coureur              | Pos        |
| 181                   | Graeme Brown (AUS)   | 113e       |
| 182                   | Samuel Spokes (AUS)  | 63e        |
| 183                   | Nathan Earle (AUS)   | 34e        |
| 184                   | Brenton Jones (AUS)  | HD-2       |
| 185                   | Gavin Mannion (USA)  | 60e        |
| 186                   | Lachlan Norris (AUS) | 28e        |
| 187                   | Adam Phelan (AUS)    | 43e        |
| Directeur sportif : ? |                      |            |

| UniSA-Australia AUS              | UniSA-Australia AUS    | UniSA-Australia AUS |
| -------------------------------- | ---------------------- | ------------------- |
| Num                              | Coureur                | Pos                 |
| 191                              | Steele Von Hoff (AUS)  | 81e                 |
| 192                              | Anthony Giacoppo (AUS) | 56e                 |
| 193                              | Patrick Lane (AUS)     | 55e                 |
| 194                              | Lucas Hamilton (AUS)   | 47e                 |
| 195                              | Chris Hamilton (AUS)   | 14e                 |
| 196                              | Sean Lake (AUS)        | 108e                |
| 197                              | Patrick Shaw (AUS)     | 89e                 |
| Directeur sportif : Dave Sanders |                        |                     |